# From Our Living Room to Yours
From Our Living Room to Yours es el segundo álbum de la banda norteamericana The American Analog Set. Fue lanzado el 1 de julio de 1997 por la discográfica Emperor Jones.

## Listado de canciones
1. "Magnificent Seventies" – 8:57
2. "Using the Hope Diamond as a Doorstop" – 2:45
3. "Blue Chaise" – 6:38
4. "Where Have All the Good Boys Gone" – 5:37
5. "White House" – 5:13
6. "Two Way Diamond I" – 4:08
7. "Two Way Diamond II" – 4:28
8. "Don't Wake Me" – 6:55

- Datos: Q5505480